# Stefaan Lammens
Stefaan Lammens (Brugge, 17 juli 1967) is een voormalig Vlaams sportanker bij de VRT.
Hij studeerde op het einde van de jaren 80 af als licentiaat vertaler Engels-Duits. Na zijn studies werkte hij vijf jaar als enige vaste beroepssportjournalist bij het West-Vlaamse weekblad Het Wekelijks Nieuws. In die periode begon Lammens ook als losse medewerker voor VRT TV Sport te werken, tot toenmalig eindredacteur Marc Stassijns hem vroeg om fulltime op de redactie in Brussel aan de slag te gaan. 
In 1997 werd hij redactiemedewerker. Eerst deed hij vooral veel ervaring op achter de schermen, vanaf 2000 was Lammens ook te zien op het scherm als sportpresentator.
Op 15 februari 2019 werd hij communicatiemanager bij de Koninklijke Belgische Ruitersportfederatie (KBRSF). Daarmee beëindigde hij zijn carrière bij de VRT, waar hij als journalist ook verslag uitbracht van jumping.